# Haute-vallée des Supeyres
La Haute-vallée des Supeyres était une station de sports d'hiver située dans les monts du Forez sur la commune de Saint-Anthème près du col des Supeyres, à proximité de la station de Prabouré.

## Histoire
Cette petite station de ski alpin a appartenu à des propriétaires privés et a été ouverte en 1968 puis abandonnée au début des années 1980. Elle comportait 4 téléskis entre 1150 et 1 350 m d'altitude et plusieurs petites infrastructures situées au fond de la vallée : buvette, caisse des forfaits, chalet, etc.
Les installations devenues inutiles ont été démontées en août 2007 par l'association Mountain Wilderness.

## Causes de la fermeture
Cette station était très concurrencée par la station de Chalmazel ainsi que par celle de Prabouré à quelques kilomètres de là, station avec laquelle un raccordement avait pourtant été prévu mais annulé à cause de la différence des fonds publics et privés. Elle avait également un rendement trop faible par rapport aux frais de maintenance.
La dissolution de la société à responsabilité limitée « Haute-Vallée des Supeyres » a été prononcée en décembre 1999.

## Infrastructures
Le téléski des Myrtilles, construit par Pomagalski, présentait une altitude maximale de 1 310 mètres, une dénivellation de 110 mètres et une longueur de 450 mètres. Des chalets étaient également construits sur le bas des pistes. Un servait à ranger la chenillette, un autre servait de vente de tickets, et un autre de snack.

## Galerie

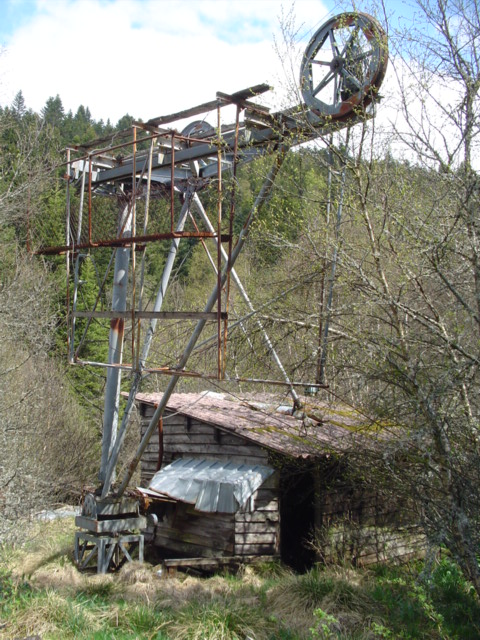
Front de neige en 2005
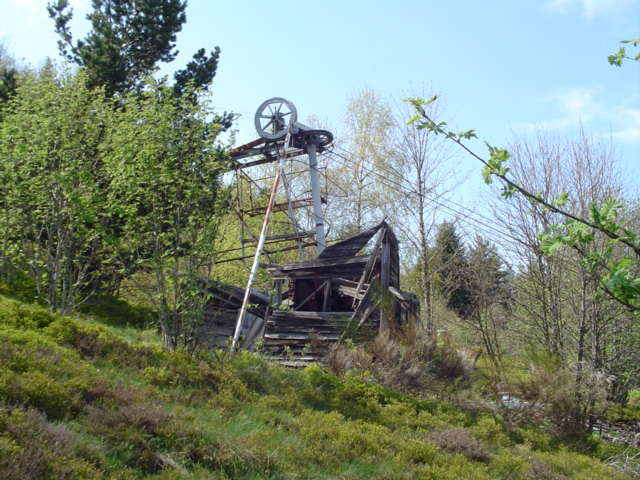
Téléski de la haute vallée
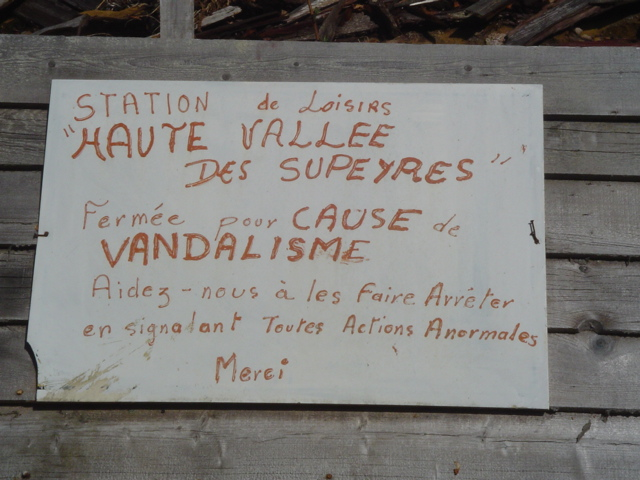
Station de la haute vallée
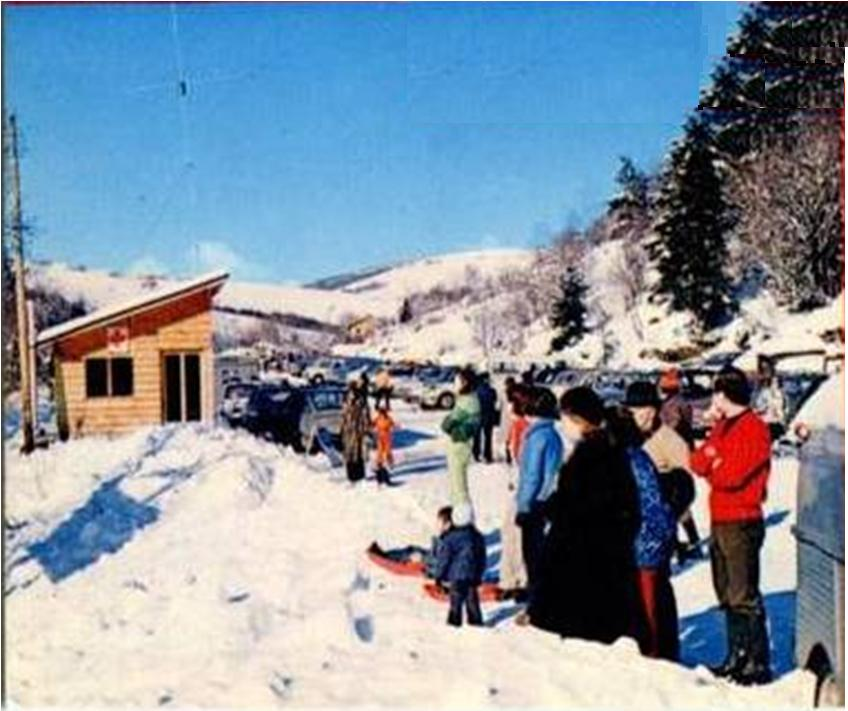
Parking et poste de secours dans les années 1970